# Tanytarsus quinspinosus
Tanytarsus quinspinosus är en tvåvingeart som beskrevs av Datta 1991. Tanytarsus quinspinosus ingår i släktet Tanytarsus och familjen fjädermyggor.
Artens utbredningsområde är West Bengal (Indien). Inga underarter finns listade i Catalogue of Life.